# John Smith (Kunsthändler)

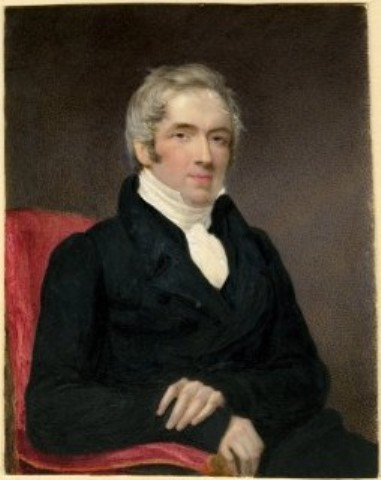
John Smith, Gemälde von Moses Haughton d. J.

John Smith (* 1781 in London; † 1855 in Hanwell, Middlesex) war ein britischer Kunsthändler, auf den das Konzept des Catalogue raisonné zurückgeht.
Smith begann seine Karriere als Vergolder und Rahmenmacher, woraus sich ein Handel mit Kunstwerken in London entwickelte. Sein Geschäft befand sich in der Great Marlborough Street und später der New Bond Street, zu seinen wohlhabenden Kunden gehörten Robert Peel, der Duke of Wellington und die Rothschilds.
Bekannt wurde er jedoch vor allem für sein Werk A catalogue raisonné of the works of the most eminent Dutch, Flemish, and French painters, das 1829 bis 1842 in neun Bänden erschien.
- Band 1 (1829): Gerard Dou, Pieter Cornelisz van Slingelandt, Frans van Mieris der Ältere, Willem van Mieris, Adriaen van Ostade, Isaac van Ostade, Philips Wouwerman (Digitalisat).
- Band 2 (1830): Peter Paul Rubens (Digitalisat).
- Band 3 (1831): Anthony van Dyck, David Teniers der Jüngere (Digitalisat).
- Band 4 (1833): Jan Steen, Gerard ter Borch, Eglon van der Neer, Pieter de Hooch, Gonzales Coques, Gabriel Metsu, Caspar Netscher, Adriaen van der Werff, Nicolaes Maes, Godfried Schalcken (Digitalisat).
- Band 5 (1834): Nicolaes Berchem, Paulus Potter, Adriaen van de Velde, Karel Dujardin, Albert Cuyp, Jan van der Heyden (Digitalisat).
- Band 6 (1835): Jacob van Ruysdael, Meindert Hobbema, Jan Both, Andries Both, Jan Wynants, Adam Pynacker, Jan Hackaert, Willem van de Velde, Ludolf Bakhuizen, Jan van Huysum, Rachel Ruysch (Digitalisat).
- Band 7 (1836): Rembrandt (Digitalisat).
- Band 8 (1837): Nicolas Poussin, Claude Lorrain, Jean-Baptiste Greuze (Digitalisat).
- Supplement (1842): Korrekturen und Zusätze (Digitalisat).

Sein Werk wurde zur Grundlage von Cornelis Hofstede de Groot: Beschreibendes und kritisches Verzeichnis der Werke der hervorragendsten holländischen Maler des 17. Jahrhunderts, das in 10 Bänden von 1907 bis 1928 erschien.